# Мар'янівський проїзд (Житомир)
Мар'янівський проїзд — проїзд в Корольовському районі міста Житомир. 

## Розташування
Знаходиться на Мар'янівці. Бере початок від вулиці Якова Зайка. Прямує на північний схід. Завершується перехрестям з 1-м Старокиївським провулком. 

## Історія
Садибна забудова північної сторони проїзду (непарні номери будинків) сформована станом на 1944 рік. До 1968 року проїзд являв собою частину 3-го Мар'янівського провулка. У 1968 році отримав чинну назву. Наприкінці 1960-х років провулок та його садибна забудова сформовані.